# Nikolaus Meier
Nikolaus Meier (* 20. August 1986 in Schongau) ist ein deutscher Eishockeyspieler, der seit 2019 beim ECDC Memmingen in der Eishockey-Oberliga spielt.

## Karriere
Meier begann seine Spielerkarriere in der Saison 2001/02 beim SC Riessersee in Garmisch-Partenkirchen in der U18-Mannschaft, die an der deutschen Nachwuchsliga teilnahm. 2004 wechselte er in die U20-Mannschaft des EC Bad Tölz. In der Saison 2005/06 gehörte er zum Profikader der Tölzer Löwen in der 2. Eishockey-Bundesliga. In den nächsten zwei Saisons spielte er beim EC Peiting in der Oberliga Süd. Ligaintern wechselte er 2008 zu den EHF Passau Black Hawks, ehe er 2010/11 zum EV Landsberg kam. Zur Saison 2011/12 wechselte er zu den Saale Bulls Halle, ehe er ein Jahr darauf einen Vertrag bei den Selber Wölfen unterschrieb. Bei den Wölfen blieb er insgesamt fünf Jahre in der Oberliga.
Vor der Saison 2018/19 wechselte er zu den Starbulls Rosenheim. Seit der Saison 2019/20 spielt er beim ECDC Memmingen.